# Relaciones Chile-Uruguay
Las relaciones Chile-Uruguay hace referencia a las relaciones internacionales establecidas entre la República de Chile y la República Oriental del Uruguay. Ambas naciones se encuentran ubicadas en el Cono Sur de Sudamérica.

## Historia

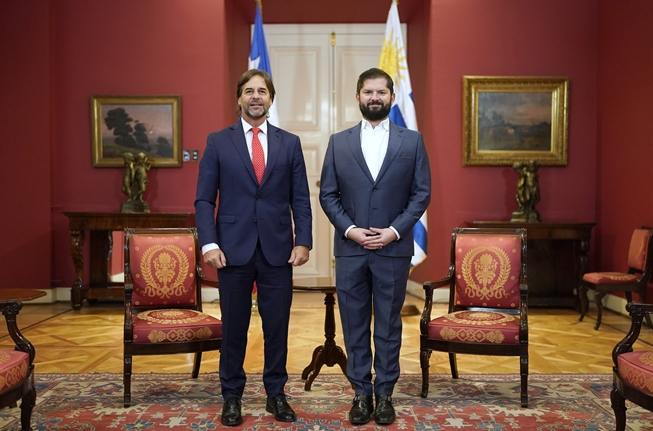
Visita del presidente uruguayo Luis Lacalle Pou al presidente chileno Gabriel Boric en el Palacio de La Moneda, en junio de 2024.

Por siglos han existido lazos históricos y culturales entre Chile y Uruguay, ambos fueron parte del Imperio español hasta comienzos del siglo XIX, mientras que Chile era administrado a través de su capitanía general, los territorios uruguayos formaron parte del virreinato del Río de la Plata. Luego de independizarse de España y establecer las respectivas repúblicas soberanas, las relaciones diplomáticas bilaterales se han mantenido de forma pacífica, sin mayores conflictos y conservando una relación amistosa basada en la hermandad latinoamericana. 
Estos dos países son miembros plenos de la Comisión Económica para América Latina y el Caribe (CEPAL), la Comunidad de Estados Latinoamericanos y Caribeños (CELAC), la Asociación Latinoamericana de Integración (ALADI), la Organización de Estados Iberoamericanos para la Educación, la Ciencia y la Cultura (OEI) y la Organización de Estados Americanos (OEA). Tanto la Academia Chilena de la Lengua como la Academia Nacional de Letras del Uruguay integran la Asociación de Academias de la Lengua Española.
Se estima que en 2015, unos diez mil inmigrantes uruguayos residen en Chile.
Así también, según cifras arrojadas por el Servel, 586 chilenos se encontraban habilitados para sufragar en el Plebiscito constitucional de Chile de 2022.

## Relaciones económicas
Las relaciones comerciales chileno-uruguayas se rigen principalmente por el Acuerdo de Complementación Económica suscrito entre Chile y el Mercosur, Uruguay en calidad de Estado plenamente adherido y Chile como país asociado, dicho acuerdo entró en vigencia el 1 de octubre de 1996.  Adicionalmente, existen acuerdos bilaterales como el Acuerdo de Asociación Estratégica firmado en julio de 2008 y el Acuerdo sobre Inversiones, suscrito en marzo de 2010.
En términos macroeconómicos, el intercambio comercial entre ambos países ascendió en 2022 a los 501 millones de dólares estadounidenses, lo que supuso un 12% de crecimiento promedio anual en los últimos cinco años. Los principales productos exportados por Chile fueron salmones, purés y jugos de tomate y cartulinas, mientras que Uruguay exportó mayoritariamente camionetas, aceites de nabo o de colza y carne de vacuno.
En turismo, debido a la relativa proximidad entre estos dos países se ha ido incrementando con el tiempo el flujo mutuo de turistas, sumado a que, tanto los ciudadanos chilenos como uruguayos se encuentran liberados del requisito de visa de turismo y para facilitar el libre tránsito entre países sudamericanos, no es obligatorio el uso del pasaporte para estancias temporales con fines turísticos o de visitas, siendo válidos para el ingreso de un país en el otro solamente sus respectivos documentos de identidad vigentes.

## Misiones diplomáticas
- Chile tiene una embajada en Montevideo.[4]
- Uruguay tiene una embajada en Santiago de Chile.

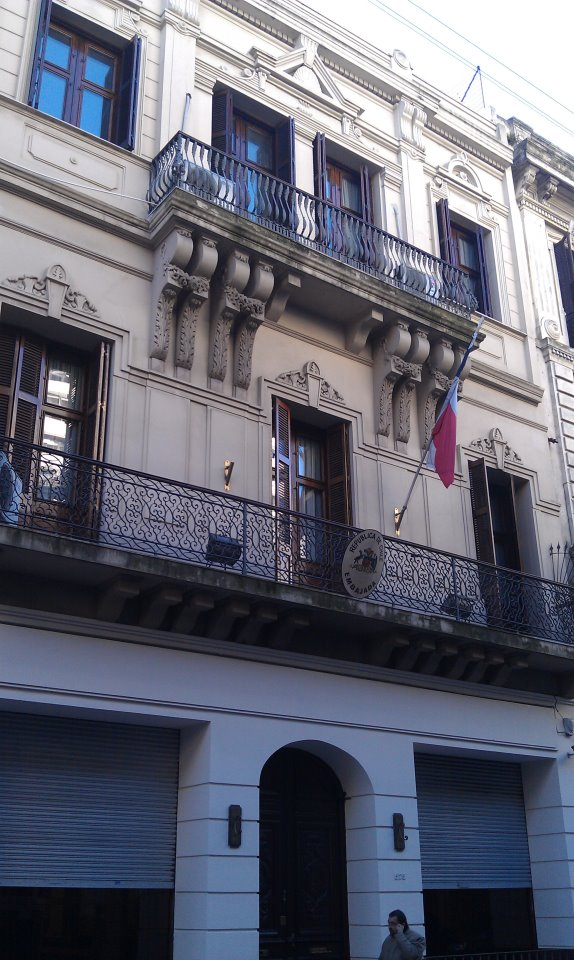
Embajada de Chile en Montevideo.
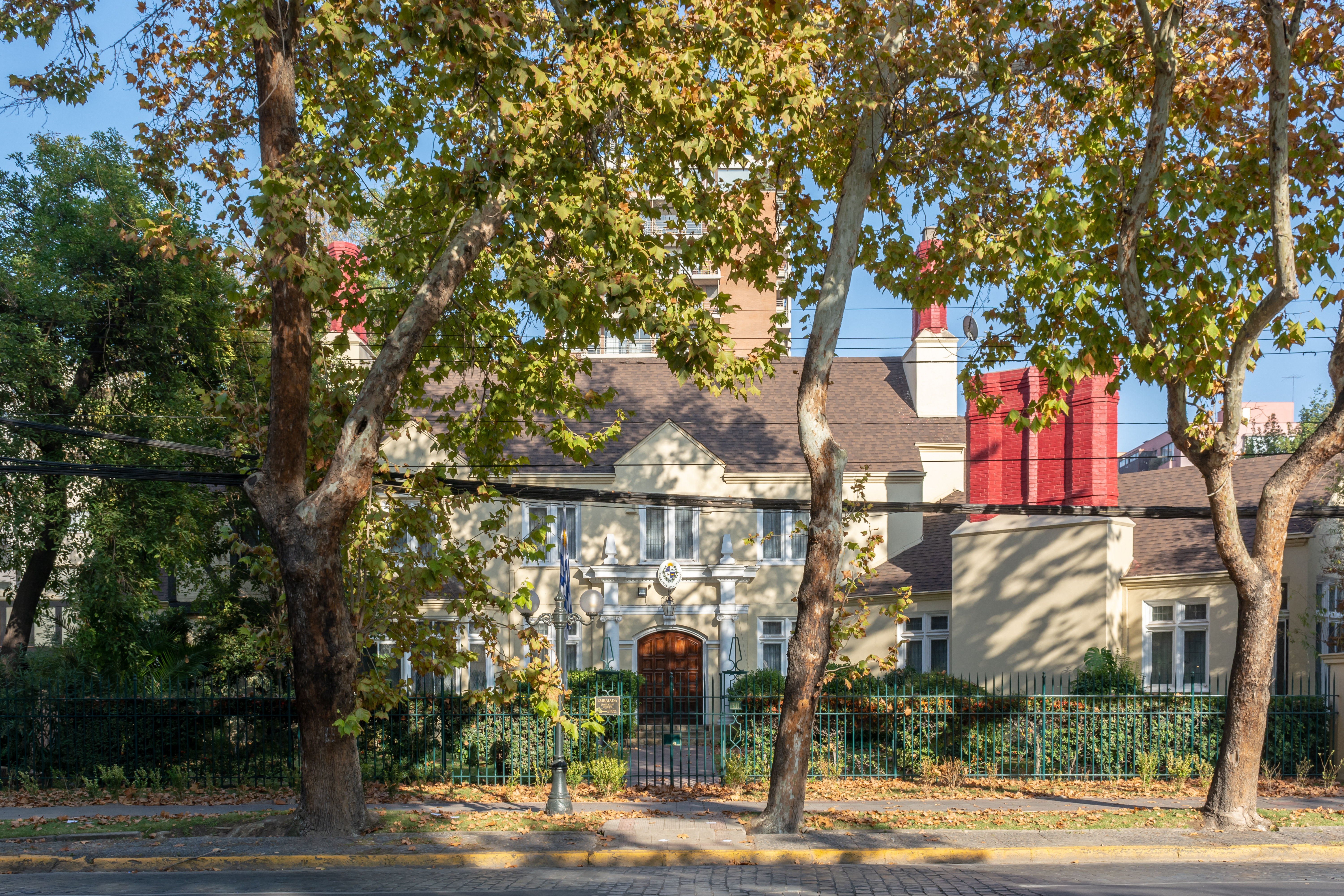
Embajada de Uruguay en Santiago de Chile.